# John Tortorella
Pour les articles homonymes, voir Tortorella (homonymie).
John Francis Tortorella (né le 24 juin 1958 à Boston dans l'État du Massachusetts) est un joueur de hockey sur glace devenu entraîneur.

## Biographie

### Carrière d'entraîneur
Il commence sa carrière d'entraîneur en 1986 avec les Lancers de la Virginie dans l'ECHL. Il passe ensuite trois saisons comme entraîneur-adjoint avant d'être nommé entraîneur en chef des Americans de Rochester dans la Ligue américaine de hockey. En 1997, il est nommé entraîneur-adjoint des Coyotes de Phoenix ; il reste deux ans à ce poste puis passe une saison comme entraîneur-adjoint des Rangers de New York.
En 2001, il obtient sa première nomination comme entraîneur en chef d'une franchise de la Ligue nationale de hockey avec le Lightning de Tampa Bay. Il mène l'équipe à la victoire de la Coupe Stanley en 2004, année où il remporte également le trophée Jack-Adams du meilleur entraîneur. En 2009, il remplace Tom Renney en cours de saison et devient entraîneur des Rangers de New York. Il occupe ce poste jusqu'en mai 2013. Le 29 mai 2013, il est remercié à la suite de l'élimination au 2e tour des séries éliminatoires des Rangers contre les Bruins de Boston après plus de quatre années à la tête de l'équipe. Il rejoint les Canucks de Vancouver pour la saison 2013-2014. Le 30 avril 2014, Tortorella est congédié de son poste d'entraîneur-chef au sein des Canucks. Le 21 octobre 2015, il succède à Todd Richards derrière le banc des Blue Jackets de Columbus. Le 21 juin 2017, il remporte le trophée Jack-Adams pour son travail derrière le banc des Blue Jackets durant la saison 2016-2017.
Le 27 mars 2025 il est congédié de son poste d'entraîneur-chef des Flyers de Philadelphie.

## Statistiques joueur
| Saison    | Équipe                              | Ligue   |    | Saison régulière | Saison régulière | Saison régulière | Saison régulière | Saison régulière |   | Séries éliminatoires | Séries éliminatoires | Séries éliminatoires | Séries éliminatoires | Séries éliminatoires |
| Saison    | Équipe                              | Ligue   | PJ | B                | A                | Pts              | Pun              | PJ               | B | A                    | Pts                  | Pun                  |                      |                      |
| 1978-1979 | Université du Maine                 | ECAC -2 |    |                  |                  |                  |                  |                  |   |                      |                      |                      |                      |                      |
| 1979-1980 | Université du Maine                 | ECAC    | 31 | 14               | 22               | 36               | 71               | -                | - | -                    | -                    | -                    |                      |                      |
| 1980-1981 | Université du Maine                 | ECAC    | 34 | 12               | 30               | 42               | 62               | -                | - | -                    | -                    | -                    |                      |                      |
| 1982-1983 | Gulls de Hampton Roads              | ACHL    | 1  | 1                | 0                | 1                | 2                | -                | - | -                    | -                    | -                    |                      |                      |
| 1982-1983 | Golden Blades d'Érié                | ACHL    | 12 | 2                | 10               | 12               | 4                | 5                | 0 | 0                    | 0                    | 10                   |                      |                      |
| 1983-1984 | Érié-Virginie                       | ACHL    | 64 | 25               | 37               | 62               | 77               | -                | - | -                    | -                    | -                    |                      |                      |
| 1983-1984 | South Stars de Nashville / Virginie | ACHL    | -  | -                | -                | -                | -                | 4                | 1 | 1                    | 2                    | 18                   |                      |                      |
| 1984-1985 | Lancers de la Virginie              | ACHL    | 63 | 33               | 54               | 87               | 66               | 4                | 3 | 4                    | 7                    | 0                    |                      |                      |
| 1985-1986 | Lancers de la Virginie              | ACHL    | 60 | 37               | 59               | 96               | 153              | 5                | 1 | 3                    | 4                    | 60                   |                      |                      |

## Statistiques d'entraîneur
| Saison    | Équipe                   | Ligue |    | PJ | V  | D  | N  | Pr                        |  | Séries éliminatoires |
| 1986-1987 | Lancers de la Virginie   | ACHL  | 58 | 36 | 19 | 3  | 0  | Remporte le championnat   |  |                      |
| 1987-1988 | Lancers de la Virginie   | ACHL  | 43 | 37 | 5  | 0  | 1  |                           |  |                      |
| 1995-1996 | Americans de Rochester   | LAH   | 80 | 37 | 34 | 5  | 4  | Remporte le championnat   |  |                      |
| 1996-1997 | Americans de Rochester   | LAH   | 80 | 40 | 30 | 9  | 1  | Éliminés au 2e tour       |  |                      |
| 1999-2000 | Rangers de New York      | LNH   | 4  | 0  | 3  | 1  | 0  | Non qualifiés             |  |                      |
| 2000-2001 | Lightning de Tampa Bay   | LNH   | 43 | 12 | 27 | 1  | 3  | Non qualifiés             |  |                      |
| 2001-2002 | Lightning de Tampa Bay   | LNH   | 82 | 27 | 40 | 11 | 4  | Non qualifiés             |  |                      |
| 2002-2003 | Lightning de Tampa Bay   | LNH   | 82 | 36 | 25 | 16 | 5  | Éliminés au 2e tour       |  |                      |
| 2003-2004 | Lightning de Tampa Bay   | LNH   | 82 | 46 | 22 | 8  | 6  | Remporte la Coupe Stanley |  |                      |
| 2005-2006 | Lightning de Tampa Bay   | LNH   | 82 | 43 | 33 | 0  | 6  | Éliminés au 1re tour      |  |                      |
| 2006-2007 | Lightning de Tampa Bay   | LNH   | 82 | 44 | 33 | 0  | 5  | Éliminés au 1re tour      |  |                      |
| 2007-2008 | Lightning de Tampa Bay   | LNH   | 82 | 31 | 42 | 0  | 9  | Non qualifiés             |  |                      |
| 2008-2009 | Rangers de New York      | LNH   | 21 | 12 | 7  | 0  | 2  | Éliminés au 1re tour      |  |                      |
| 2009-2010 | Rangers de New York      | LNH   | 82 | 38 | 33 | 0  | 11 | Non qualifiés             |  |                      |
| 2010-2011 | Rangers de New York      | LNH   | 82 | 44 | 33 | 0  | 5  | Éliminés au 1er tour      |  |                      |
| 2011-2012 | Rangers de New York      | LNH   | 82 | 51 | 24 | 0  | 7  | Éliminés au 3e tour       |  |                      |
| 2012-2013 | Rangers de New York      | LNH   | 48 | 26 | 18 | 0  | 4  | Éliminés au 2e tour       |  |                      |
| 2013-2014 | Canucks de Vancouver     | LNH   | 82 | 36 | 35 | 0  | 11 | Non qualifiés             |  |                      |
| 2015-2016 | Blue Jackets de Columbus | LNH   | 75 | 34 | 33 | 0  | 8  | Non qualifiés             |  |                      |
| 2016-2017 | Blue Jackets de Columbus | LNH   | 82 | 50 | 24 | 0  | 8  | Éliminés au 1er tour      |  |                      |
| 2017-2018 | Blue Jackets de Columbus | LNH   | 82 | 45 | 30 | 0  | 7  | Éliminés au 1er tour      |  |                      |
| 2018-2019 | Blue Jackets de Columbus | LNH   | 82 | 47 | 31 | 0  | 4  | Éliminés au 2e tour       |  |                      |
| 2019-2020 | Blue Jackets de Columbus | LNH   | 70 | 33 | 22 | 0  | 15 | Éliminés au 2e tour       |  |                      |
| 2020-2021 | Blue Jackets de Columbus | LNH   | 56 | 18 | 26 | 0  | 12 | Non qualifiés             |  |                      |
| 2022-2023 | Flyers de Philadelphie   | LNH   | 82 | 31 | 38 | 0  | 13 | Non qualifiés             |  |                      |
| 2023-2024 | Flyers de Philadelphie   | LNH   | 82 | 38 | 33 | 0  | 11 | Non qualifiés             |  |                      |

## Trophées et honneurs personnels

### Ligue nationale de hockey
- 2003-2003 : Remporte le trophée Jack-Adams (avec le Lightning de Tampa Bay)
- 2016-2017 : Remporte le trophée Jack-Adams (avec les Blue Jackets de Columbus)